# Museo Emilio Greco (Orvieto)
Il Museo Emilio Greco di Orvieto è ospitato al pianoterra del trecentesco Palazzo Soliano.
Il museo custodisce 32 sculture in bronzo, 60 opere grafiche tra disegni, litografie ed acqueforti di Emilio Greco, autore delle porte bronzee del Duomo di Orvieto.
Di rilievo il gesso originale del monumento a papa Giovanni in San Pietro.